# Longkamp
Longkamp ist eine Ortsgemeinde im Landkreis Bernkastel-Wittlich in Rheinland-Pfalz. Sie gehört der Verbandsgemeinde Bernkastel-Kues an und liegt am Rande des Hunsrücks auf den Mosel-Höhen.

## Geschichte
Der Ortsname Longkamp wurde im Jahre 1030 erstmals urkundlich erwähnt in einer Schenkungsurkunde, als Markgräfin Jutta von Lothringen, Gattin von Adalbert von Lothringen ihre Höfe in Bernkastel-Kues, Longkamp und Monzelfeld an das damalige Kloster St. Eucharius bei Trier (später St. Mathias) schenkte. Longkamp leitet sich vom lateinischen longus campus ab, was auf Deutsch „langes Feld“ bedeutet oder auch das „Feld des Longus“. Römische Artefakte und Mauerreste wurden in der Gemarkung gefunden. Bis 1802 bildete der Ort mit Kommen eine  Gemeinde. Seit 1946 ist der Ort Teil des damals neu gebildeten Landes Rheinland-Pfalz.

## Politik

### Gemeinderat
Der Ortsgemeinderat in Longkamp besteht aus 16 Ratsmitgliedern, die bei der Kommunalwahl am 9. Juni 2024 in einer Mehrheitswahl gewählt wurden, und dem ehrenamtlichen Ortsbürgermeister als Vorsitzendem.
Die Sitzverteilung im Ortsgemeinderat:
| Wahl | SPD               | CDU               | WGR               | Gesamt   |
| ---- | ----------------- | ----------------- | ----------------- | -------- |
| 2024 | per Mehrheitswahl | per Mehrheitswahl | per Mehrheitswahl | 16 Sitze |
| 2019 | per Mehrheitswahl | per Mehrheitswahl | per Mehrheitswahl | 16 Sitze |
| 2014 | –                 | 07                | 9                 | 16 Sitze |
| 2009 | 2                 | 09                | 5                 | 16 Sitze |
| 2004 | 2                 | 10                | 4                 | 16 Sitze |

### Bürgermeister
Horst Gorges (CDU) wurde am 19. Juni 2019 Ortsbürgermeister von Longkamp. Bei der Direktwahl am 26. Mai 2019 war er mit einem Stimmenanteil von 94,74 % gewählt worden. Bei der Direktwahl am 9. Juni 2024 wurde er als einziger Bewerber mit 94,9 % für weitere fünf Jahre in seinem Amt bestätigt.
Der Vorgänger von Horst Gorges als Ortsbürgermeister, Franz-Josef Klingels (parteilos), übte das Amt zwölf Jahre aus.

## Wirtschaft und Infrastruktur
Gab es in den 1950ern noch 150 bäuerliche Betriebe, so spielt die Landwirtschaft heute nur noch eine geringe Rolle. Es gibt nur noch zwei Bauern, die im Haupterwerb wirtschaften, mehr noch im Nebenerwerb.
In Longkamp gibt es einen katholischen Kindergarten und eine Gemeinschafts-Grundschule.
Der Ort wird mit der Bundesstraße 50 an die Mosel und die Hunsrückhöhenstraße angebunden. In 21 Kilometer Entfernung befindet sich der Flughafen Hahn.

## Ehrenbürger
- 2010: Hans Herrmann (* 1940) wurde als erster Bürger der Ortsgemeinde Longkamp zum Ehrenbürger ernannt. Hans Herrmann hat 23 Jahre lang als Ortsbürgermeister die Geschicke der Ortsgemeinde geleitet und in seiner Amtszeit viel für den Ort geleistet.[8]
- 2011: Leo Kolz (1928–2024) wurde wegen seiner besonderen Verdienste um das Vereinsleben in Longkamp zum Ehrenbürger ernannt. Er war Gründungsmitglied des Kirchenchors, der Feuerwehr, des Männerchors und des Sportvereins sowie Träger der Verdienstmedaille des Landes Rheinland-Pfalz (2011) und 25 Jahre Schiedsmann in den Jahren von 1995 bis 2020.[9][10]
- 2019: Günter Martini (* 1931) wurde für sein über sieben Jahrzehnte ausgeübtes Engagement in der Gemeinde und den örtlichen Vereinen zum Ehrenbürger ernannt.[11]